# Semjon Konstantinowitsch Saizew
Semjon Konstantinowitsch Saizew (russisch Семён Константинович Зайцев, englische Transkription: Semen Zaycev; * 6. Juni 1999 in Tscheljabinsk) ist ein russischer Billardspieler, der in der Billardvariante Russisches Billard antritt.
Er wurde 2019 Weltmeister in der Disziplin Freie Pyramide und 2018 WM-Dritter. Daneben wurde er 2015 Jugendweltmeister und gewann 2018 eine Silbermedaille im Freie-Pyramide-Weltcup.

## Leben
Semjon Saizew wurde 1999 in Tscheljabinsk geboren, wo er auch aufwuchs. Er studiert Sportwissenschaft, wobei er zunächst Boxen als Spezialisierung betrieb und später zu Schwimmen und Leichtathletik wechselte.
Sein Vater und sein älterer Bruder spielen ebenfalls Billard.

## Karriere

### 2006–2015: Anfänge und Jugendweltmeister
Semjon Saizew begann im Alter von sieben Jahren mit dem Billardspielen. Im November 2010 nahm er bei den Prince Open in Moskau erstmals an einem internationalen Turnier teil und schied mit nur einem Sieg in der Vorrunde aus. Während er unter anderem 2011 das Achtelfinale des Jewgeni-Samodurow-Pokal und 2012 die Runde der letzten 32 beim Kremlin Cup erreichte, schied er bei der Jugendeuropameisterschaft 2012 sieglos in der Vorrunde aus.
Auch in den beiden folgenden Jahren blieben seine Teilnahmen an größeren Turnieren zumeisten erfolglos, zu seinen besten Ergebnissen gehörten der 41. Platz beim Savvidi Cup 2013 und das Erreichen des Sechzehntelfinals bei seinem Debüt im Dynamische-Pyramide-Weltcup 2014. Im März 2014 wurde er russischer Juniorenmeister, es blieb sein einziger Jugendmeistertitel auf nationaler Ebene. Nachdem er im Vorjahr in der Qualifikation gescheitert war, spielte Saizew im Oktober 2014 erstmals bei der Jugendweltmeisterschaft in der Freien Pyramide mit, schied jedoch in der Vorrunde aus.
Im Februar 2015 gewann Saizew durch einen 5:2-Finalsieg gegen Timur Saparow den Start Dynamics Cup. Wenig später erreichte er beim Longoni Russia Cup zum ersten Mal das Achtelfinale eines Weltcupturniers und verlor gegen Wadim Wiselter. Auch auf nationaler Ebene erzielte er 2015 sein bis dahin bestes Ergebnis; nachdem er ab 2013 regelmäßig an den russischen Meisterschaften der Erwachsenen teilgenommen hatte, zog er im Oktober bei der Freie-Pyramide-Meisterschaft erstmals ins Viertelfinale ein, in dem er Sergei Goryslawez unterlag. Wenige Tage später setzte er sich bei der Jugend-WM unter anderem gegen den zweimaligen Titelträger Serghei Krîjanovski durch und wurde schließlich durch einen 6:3-Sieg im Endspiel gegen den Weißrussen Dsjanis Kolassau Jugendweltmeister. Im Dezember folgte in Tomsk seine erste WM-Teilnahme bei den Erwachsenen, bei der er sein Auftaktspiel gegen Goran Stamenković mit 7:0 gewann und in der Runde der letzten 32 dem früheren Weltmeister Oleksandr Palamar mit 1:7 unterlag.

### 2016–2018: Internationaler Durchbruch
Bei der Dynamische-Pyramide-Jugend-WM 2016 erreichte Saizew das Viertelfinale und verlor gegen Artjom Balow (4:5). Wenige Tage später gelang ihm in der Freien Pyramide als Titelverteidiger erneut der Einzug ins Finale, in dem er sich jedoch dem Ukrainer Andrij Tychyj mit 3:6 geschlagen geben musste. Nachdem er beim Kremlin Cup in die Runde der letzten 64 gelangt war, zog er im Dezember bei der Freie-Pyramide-WM erneut ins Sechzehntelfinale ein und verlor diesmal gegen Dmytro Biloserow.
2017 erreichte Saizew unter anderem die Runde der letzten 64 beim Moskauer Bürgermeisterpokal und die Runde der letzten 32 beim Kremlin Cup, bevor er im Dezember zum dritten Mal in Folge ins Endspiel der Jugend-WM einzog, in dem er seinem Landsmann Iossif Abramow mit 3:6 unterlag. Wenig später kam er bei den Prince Open, dem Finalturnier des Freie-Pyramide-Weltcup 2017, ins Achtelfinale und verlor dort erneut gegen den späteren Turniersieger Abramow.
Nachdem er bei den ersten Turnieren des Jahres 2018 zumeist früh ausgeschieden war, erreichte Saizew im September beim Kremlin Cup das Viertelfinale, in dem er Iossif Abramow mit 2:5 unterlag. Einen Monat später gewann er auf nationaler Ebene seine erste Medaille, als er bei der Freie-Pyramide-Meisterschaft ins Halbfinale einzog und gegen Michail Zarjow verlor. Nachdem er beim Savvidi Cup in der Runde der letzten 32 ausgeschieden war, gelang ihm im Weltcup beim Finalturnier der Einzug ins Endspiel, in dem er mit 4:7 eine weitere Niederlage gegen Iossif Abramow hinnehmen musste. Bei der Freie-Pyramide-WM 2018 erreichte er unter anderem durch Siege gegen Batyr Geldijew und Nikita Wolodin das Halbfinale, in dem er sich dem späteren Weltmeister Serghei Krîjanovski mit 6:7 nur knapp geschlagen geben musste.

### Seit 2019: Weltmeistertitel
Anfang 2019 nahm Saizew erstmals an der Weltmeisterschaft in der Kombinierten Pyramide teil und erreichte das Viertelfinale, in dem er dem Kirgisen Kanat Sydykow mit 5:6 unterlag. Eine Woche später schied er hingegen beim Weltcup in derselben Disziplin sieglos in der Vorrunde aus. Nachdem er unter anderem beim Moskauer Bürgermeisterpokal die Runde der letzten 64 erreicht hatte, gelangte er beim zweiten Turnier des Kombinierte-Pyramide-Weltcup 2019 ins Achtelfinale und verlor gegen Iossif Abramow. Im August 2019 besiegte er bei der Freie-Pyramide-WM in Tscholponata unter anderem Mykyta Adamez, Arbi Muzijew und Pawel Kusmin und zog ins Finale ein, in dem er durch einen 4:3-Sieg gegen den Aserbaidschaner Seymur Məmmədov Weltmeister wurde. Im weiteren Jahresverlauf erreichte er unter anderem das Sechzehntelfinale beim Kremlin Cup, bevor er im Dezember beim Admare Cup ins Endspiel gelangte, in dem er dem Ukrainer Dmytro Biloserow mit 0:6 unterlag.
2020 wurde Saizew erstmals zum Champions Cup in Moskau eingeladen, musste seine Teilnahme aufgrund von Reisebeschränkungen in seiner Heimatstadt Tscheljabinsk im Zusammenhang mit der COVID-19-Pandemie jedoch absagen. Im selben Jahr nahm er an der Turnierserie Legend Cup teil und erreichte bei fünf Turnierteilnahmen einmal das Halbfinale.
Anfang 2021 erreichte Saizew das Halbfinale beim Krjukow-Pokal und gewann durch einen 6:3-Finalsieg gegen Artjom Sajetgalejew das Legend International Tournament. Wenig später zog er bei der Legend-Cup-Serie erstmals ins Finale ein und verlor mit 4:5 gegen Nikita Wolodin. Im April erreichte er beim Legend-Turnier das Finale, in dem er Dmytro Biloserow mit 52:60 unterlag. Kurz darauf gewann er bei der russischen Meisterschaft in der Freien Pyramide nach einer 1:6-Halbfinalniederlage gegen Wladislaw Osminin zum zweiten Mal die Bronzemedaille. Nachdem er beim Moskauer Bürgermeisterpokal in der Runde der letzten 32 ausgeschieden war, erreichte er beim Pyramide-Weltpokal, dem Nachfolgeturnier des Champions Cup, das Endspiel, in dem er sich dem Moldauer Serghei Krîjanovski mit 10:15 geschlagen geben musste. Bei der Freie-Pyramide-WM 2021 unterlag Saizew als Titelverteidiger in der Runde der letzten 32 seinem Landsmann Iossif Abramow (5:7).

## Erfolge
| Ergebnis | Jahr    | Turnier                            | Finalgegner         | Endstand |
| -------- | ------- | ---------------------------------- | ------------------- | -------- |
| Sieger   | 2015/F  | Start Dynamics Cup                 | Timur Saparow       | 5:2      |
| Sieger   | 2015    | Jugendweltmeisterschaft (Fr. Pyr.) | Dsjanis Kolassau    | 6:3      |
| Finalist | 2016    | Jugendweltmeisterschaft (Fr. Pyr.) | Andrij Tychyj       | 3:6      |
| Finalist | 2017    | Jugendweltmeisterschaft (Fr. Pyr.) | Iossif Abramow      | 3:6      |
| Finalist | 2018/F  | Freie-Pyramide-Weltcup             | Iossif Abramow      | 4:7      |
| Sieger   | 2019    | Weltmeisterschaft (Fr. Pyr.)       | Seymur Məmmədov     | 4:3      |
| Finalist | 2019    | Admare Cup                         | Dmytro Biloserow    | 0:6      |
| Sieger   | 2021    | Legend International Tournament    | Artjom Sajetgalejew | 6:3      |
| Finalist | 2021/11 | Legend Cup – Corona                | Nikita Wolodin      | 4:5      |
| Finalist | 2021    | Legend-Turnier                     | Dmytro Biloserow    | 52:60    |
| Finalist | 2021    | Pyramide-Weltpokal                 | Serghei Krîjanovski | 10:15    |

## Teilnahmen an Weltmeisterschaften
| Disziplin            | 2015 | 2016 | 2017  | 2018  | 2019  | 2020  | 2021  |
| -------------------- | ---- | ---- | ----- | ----- | ----- | ----- | ----- |
| Freie Pyramide       | L32  | L32  | n. a. | HF    | S     | n. a. | L32   |
| Dynamische Pyramide  | –    | –    | n. a. | –     | n. a. | n. a. | n. a. |
| Kombinierte Pyramide | –    | –    | –     | n. a. | VF    | n. a. | n. a. |
| Quelle:              |      |      |       |       |       |       |       |

| Legende | Legende                               |
| ------- | ------------------------------------- |
| S       | Sieger                                |
| F       | Finalist                              |
| HF / H  | Halbfinalist                          |
| VF / V  | Viertelfinalist                       |
| AF / A  | Achtelfinalist                        |
| LX      | Niederlage in der Runde der letzten X |
| R2      | Niederlage in Runde 2                 |
| R       | Vorrundenaus/Niederlage in Runde 1    |
| –       | nicht teilgenommen                    |
| n. a.   | nicht ausgetragen                     |

## Trivia
Als 15-Jähriger gewann Saizew 2015 beim Start Dynamics Cup ein Auto als Siegerprämie.